# Trigonopsis menkei
Trigonopsis menkei är en biart som beskrevs av Vardy 1978. Trigonopsis menkei ingår i släktet Trigonopsis och familjen grävsteklar. Inga underarter finns listade i Catalogue of Life.